# ولیکتون بارانیکوف
ولیکتون بارانیکوف (روسی: Виликтон Иннокентьевич Баранников؛ ۴ ژوئیه ۱۹۳۸ – ۲۹ نوامبر ۲۰۰۷ (aged 69)) ورزشکار بوکس اهل اتحاد جماهیر شوروی سوسیالیستی بود.
وی در مسابقات کشوری و بین‌المللی در مجموع برندهٔ ۱ مدال طلا، ۱ مدال نقره شده‌است.